# 김태연 (성우)
김태연(1943년 12월 8일 ~ 2020년 4월 23일)은 대한민국의 성우다. 1963년 연극 배우로 활동하다가 1967년 KBS 9기 공채 성우로 데뷔하였다.

## 주요 출연작품

### 애니메이션
- 신밧드의 모험 (TBC)
- 별나라 요술공주 (TBC)
- 요술공주 밍키 (KBS)
- 고스트 바둑왕 (KBS) - 최 선생 / 할아버지 / 판매원
- 떠돌이 까치 (KBS) - 이 감독
- 우주선장 율리시즈 (KBS)
- 돈키호테 (KBS) - 마을주민3 / 도둑3
- 코난 (MBC)
- 신비의 나라 엘하자드 (SBS) - 스트렐바우
- 들장미 소녀 린 (SBS) - 톰(마블관 일꾼 할아버지)
- 몬스터 (투니버스) - 오토
- 은하탐정 케인 (SBS)
- 참 바쁜 세상 (EBS)

### 애니메이션 영화
- 지옥의 외인부대 (KBS)

### 영화
- 천방지축 (KBS)
- 언더시즈 (KBS)
- 투캅스 - 박중훈(목소리 역)
- 배트맨 (SBS) - 아나운서(브루스 맥과이어)
- 대부 (SBS) - 바지니 (리처드 콘티)
- 대부2 (SBS) - 하이만 로스 (리 스트라스버그)
- 청사 (KBS) - 퇴마사(유강)
- 터미네이터 (KBS) - 애드 반장(폴 윈필드)
- 미션임파서블 (SBS) - 짐 펠프스 (존 보이트)
- 줄리엣을 위하여 (KBS)
- 로코 (KBS) - 교장
- 산타클로스 (KBS)
- 아메리칸 뷰티 (SBS) - 피츠 대령 (크리스 쿠퍼)
- 백 투 더 퓨처 2 (SBS)
- 가을의 전설 (KBS) - 존 오배넌(로버트 위스든)
- 레이디스 앤 젠틀맨 (KBS)
- 로마의 휴일 (97년 더빙판/KBS) - 프로포노 장군(툴리오 카르미나티)
- 그랑 블루 (SBS)
- 줄리아 (KBS)
- 패트리어트 (KBS)
- 키드 (KBS) - 더스의 아버지(다니엘 본 바겐)
- 딜리버리 (KBS) - 하가(조나단 하비)
- 프렌치 키스 (SBS)
- 피크닉 (KBS) - 벤슨 오웬
- 콜리야 (KBS)
- 백발마녀전2 (KBS)
- 화성의 유령들 (KBS) - 열차 조종사(피터 제이슨)
- 춤추는 대수사선 THE MOVIE (KBS) - 칸다 서장(키타무라 소이치로)
- 잠망경을 울려라 (KBS) - 그래험
- 쉰들러 리스트 (KBS) - 루돌프 회스(한스 마이클 레베르그)
- 파이널 디시즌 (SBS)
- 나는 네가 지난 여름에 한 일을 알고 있다 (KBS) - 진행자(J. 돈 퍼거슨)
- 또다른 탄생 (SBS)
- 우리들만의 집 (KBS)
- 데이트 소동 (KBS)
- 찢어진 커튼 (KBS) - 구트만 총장
- 시티 홀 (SBS)
- 명탐정 디씨 (KBS)
- 폴 뉴먼의 평결 (KBS)
- 좋은 걸 어떡해 (KBS)
- 그 남자는 거기 없었다 (KBS)
- 빅 (SBS)
- 튜니티라 불러다오 (KBS) - 농부(엔조 피에르몬테)
- FBI 기동타격대 (SBS)
- 워락 (KBS)
- 덤 앤 더머 (SBS)
- 묵시록 코드 (KBS) - 운전기사(론 브로이) / 알베르토
- 카모메 식당 (KBS) - 식당 손님 남편(페르티 로이스코) / 정육점 주인(펜트티 헤이노넨)
- 마이클 클레이튼 (KBS) - 게이브(빌 레이몬드) / 티미(데이빗 랜스베리)
- 오멘, 최후의 심판 (SBS) - 딘 (돈 고든)
- 더티 해리 (KBS)
- 추락한 백만장자 (KBS)
- OK 목장의 결투 (KBS) - 윌슨(프랭크 파이른)
- 이유 없는 반항 (KBS) - 교수(이안 울프) / 주디의 아빠(윌리엄 호퍼)
- 전쟁과 평화 (KBS) - 러시아군 사령관
- 멜 깁슨의 영원한 사랑 (SBS) - 존 (니콜라스 서로비)
- 마이키 이야기 (SBS) - 알버트
- 장군의 아들 (MOVIE) - 3편의 김동회 역
- 어비스 (SBS)
- 클리프 행어 (SBS) - 트래버스 (렉스 린) 역
- 랜드 앤 프리덤 (KBS)
- 야마카시 (KBS) - 아이다와 자말의 아버지(압델크림 마흘로울) / 장관(자크 한센)
- 시스터 액트 (KBS) - 헨리(조셉 G. 메다리스) / 형사(짐 비버)
- 최가박당3 (KBS)
- 스카우트 (KBS)
- 빠삐용 (KBS)
- 레트 히트 (SBS)
- 그렘린 2 (SBS) - 푸터맨 (딕 밀러) 역
- JFK (KBS) - 증인(J.J. 존스턴) / TV 방송
- 10인의 영웅 (KBS)
- 절대쌍교 (KBS) - 강별악(장국주)
- 인생은 아름다워 (KBS) - 레싱 박사(호스트 부콜츠)
- 아나스타샤 (KBS) - 하랄트베르크(이반 데스니)
- 사랑은 소리높이(KBS) - 윌리엄(프레드릭 렌)
- 너티 프로페서 (SBS) - 어니(에디 머피)
- 사막의 천사 제씨 (KBS) - 켄(케빈 콘웨이)
- SAS 특공대 (KBS) - 말렉(아하론 이팔레)
- 코만도 - 아리우스(댄 헤다야) / 경비원(월터 스콧)
- 난파선 (KBS) - 하콘의 아버지(비욘 선드퀴스트)
- 도리언 그레이의 허상 (KBS) - 알렌(마이클 아이언사이드)
- 특공대작전 (KBS) - 보웬(리차드 재켈)
- 빅 트러블 (SBS) - 왕의 삼촌(기조리)
- 로보캅 2(SBS) - OCP 회장(대니얼 오할리)
- 영웅 알베르 (KBS)

### 외화
- 판관 포청천 (KBS) - 공손책
- 디트로이트 락 시티 (KBS)
- 칭기즈칸 (KBS) - 성인 차린부허
- 커맨더 인 치프 (KBS) - 집사장 웨이버 / 워런 키튼 장군
- 삼국지 (KBS) - 도겸
- 판관 포청천 2012 (채널A) - 공손책
- 돌아온 판관 포청천 (OBS) - 공손책

### 라디오 드라마
라디오 독서실 (KBS 2라디오)
- 2010.10.10  전성태 <소를 줍다> (아버지)

KBS 무대 (KBS 한민족 방송)
- 2010.03.27 아빠하고 나하고
- 2010.10.23 캥거루 가족의 독립운동